# هيرويوكي كونيشي
هيرويوكي كونيشي (باليابانية: 小西裕之؛ بالكانا: こにし ひろゆき) هو لاعب جمباز فني ياباني، ولد في 14 أغسطس 1963 في طوكيو في اليابان.

## وصلات خارجية
- هيرويوكي كونيشي على موقع اللجنة الأولمبية الدولية (الإنجليزية)
- هيرويوكي كونيشي على موقع أوليمبيديا (الإنجليزية)